# Campionati svedesi di sci alpino 1974
Ai Campionati svedesi di sci alpino 1974 furono assegnati i titoli di discesa libera, slalom gigante e slalom speciale, sia maschili sia femminili.

## Risultati
| Specialità      | Uomini             | Donne          |
| --------------- | ------------------ | -------------- |
| Discesa libera  | Bobbo Nordenskiöld | Karin Sundberg |
| Slalom gigante  | Bobbo Nordenskiöld | Pia Gustafsson |
| Slalom speciale | Ingemar Stenmark   | Lena Sollander |